# Svensk-isländska samarbetsfonden
Svensk-isländska samarbetsfonden är en stiftelse bildad 1995 genom en gåva från den svenska regeringen vid republiken Islands 50-årsjubileum 1994. Stiftelsen ska främja svenskt-isländskt samarbete, ömsesidigt kulturutbyte samt information om svenska och isländska kultur- och samhällsförhållanden. 
Fondenhar ett kapital om cirka 4 miljoner kronor utdelar årligen bidrag för bilateralt samarbete mellan Sverige och Island främst inom kulturens, utbildningens och forskningens områden. Fonden är relativt liten och utdelar för närvarande endast ett antal resebidrag.